# 세르게이 타보리츠키
세르게이 블라디미로비치 타보리츠키(러시아어: Сергей Владимирович Таборицкий, 1897년 8월 12일 – 1980년 10월 16일)는 러시아 민족주의자이자 군주주의자였다. 1936년부터 1945년까지 독일에 있는 러시아 난민 사무국의 대리인으로 활동하였다. 1942년부터 나치당 당원이었으며, 게슈타포와 함께 활동하였다.

## 일생

### 초기
세르게이와 남동생 니콜라이 타보리스키(Таборисский, 20세기 초에는 성씨 철자가 일정하지 않았으며, 독일 이주 때 타보리츠키라는 성씨를 사용하였다)는 세례 받은 유대인 재단사이자 옷가게 주인 안나 블라디미로브나 자페발로프(Анна Владимировна Запевалов)와 동거인 세르게이 알렉산드로비치 자페발로프(Сергей Александрович Запевалов, 1901년 별거) 사이에서 태어난 사생아였다. 두 형제 모두 러시아 정교회 신자로 자랐다. 타보리츠키의 대부는 미래 오베르-프로쿠로르가 되는 블라디미르 카를로비치 사블레르(Влади́мир Ка́рлович Са́блер)였다. 어머니 안나 블라디미로브나의 첫 이혼이 문서상으로 1899년에 이루어졌기 때문에, 형제는 어머니의 첫 남편이자 1887년 외국으로 떠난 벨라루스 아슈먀니(Ашмя́ны) 출신 유대인 불프 아이지코비치 타보리스키(Вульф Айзикович Таборисский)의 자식으로 간주되었다. 어머니는 제 2 길드(2-й гильдия) 상인이 되었고 마라사노프(Марасанов)라는 귀족과 결혼하여 성을 마라사노바(Марасанова)로 바꾸었다. 안나 블라디미로브나 마라사노바는 1914년 3월 프랑스에서 사망하였다. 어머니가 사망한 이후 세르게이와 니콜라이는 자신들의 종교적, 군주주의적 감정을 말하며 "러시아 정교회 얼굴"의 자녀로 인정해주고 "카인의 표식"을 없애주기를 호소하며 페트로그라드 영적 교회회의와 접촉했지만 성과가 없었다.
타보리츠키는 1915년 구레비치 레알슐레를 졸업했다. 캅카스 원주민 기병 사단(Кавказская туземная конная дивизия)의 일원으로 미하일 알렉산드로비치 대공의 지휘 하에 제1차 세계 대전에 참전했다는 이야기가 있지만, 1915년부터 1919년까지 그의 활동에 대한 문서가 발견된 적이 없기 때문에 신뢰할 수 없다. 일부 보고서에 따르면 그는 이 기간 동안 국가두마 국장의 조수이자 게오르기 미하일로비치 데류긴(러시아어: Гео́ргий Миха́йлович Дерю́гин)의 대리인이었다.
러시아 2월 혁명 이후, 그는 우크라이나에 있었고 그곳에서 독일로 떠났다. 키예프 페틀류라 감옥에서 군주주의자 표트르 샤벨스키보르크와 친해졌고, 그 후 망명 중 끊임없이 연락을 주고받았다.

### 망명
타보리츠키는 처음에는 베를린에, 그 다음은 메클렌부르크에, 1922년 1월부터 3월까지는 뮌헨에서 살았다. 베를린에 있는 동안에는 1919년 4월부터 발행된 반유대주의 잡지 "루치 스베타(Луч Света)의 공동 편집자였다. 루치 스베타는 반유대주의 위서인 시온 장로 의정서를 재발행하였다. 파벨 밀류코프에 대한 암살 시도 이전에는 타자수로 일했다. 이데올로기적 이유로 그는 소비에트 연방의 위임을 거부했다.
1921년, 베를린 한 거리에서 우연히 전 국가두마 정치인 알렉산드르 이바노비치 구치코프(Алекса́ндр Ива́нович Гучко́в)를 만난 타보리츠키는 그를 우산으로 때리는 등 공격하였다. 그로 인해 지역 감옥에서 며칠간 구금되어 있었다.

### 파벨 밀류코프 암살 시도
타보리츠키는 샤벨스키보르크와 함께 파벨 밀류코프(Па́вел Никола́евич Милюко́в)에 대한 암살을 공모하였다. 암살을 위해 그들은 뮌헨에서 베를린으로 운전해 갔다. 밀류코프가 강의를 하던 중 타보리츠키가 불을 질렀다. 블라디미르 드미트리에비치 나보코프(Влади́мир Дми́триевич Набо́ков)가 샤벨스키보르크에게 달려가 리볼버를 들고 있던 팔을 때리자 타보리츠키가 나보코프와 아주 가까운 거리에서 총알 세 발을 쏘았다. 나보코프는 심장에 총알을 맞고 즉사하였다. 그 후 타보리츠키는 옷장으로 가서 옷을 입고 출구로 빠져나가려고 하였지만, 한 여성이 "여기 살인마가 있다"라 외쳤다. 타보리츠키는 군중에게 붙들려 잡혔다. 현장에서 사망한 나보코프 외에도, 무차별 총격으로 인해 입헌민주당 베를린 지부 회장 엘리야셰프(Л. Е. Эльяшев), 신문 '룰'(Руль) 편집자 아브구스트 이사아코비치 카민카(А́вгуст Исаа́кович Ками́нка) 등 9명이 부상당했다.
샤벨스키보르크와 타보리츠키를 건강 검진한 결과에 따르면, 두 명 모두 오랫동안 마약을 복용해 왔으며 암살 시도 당일 많은 양을 복용한 것으로 나타났다.
밀류코프 암살 시도에 대한 재판은 1922년 7월 3일부터 7일까지 베를린 Moabit 형사 재판소에서 열렸다. 법원은 타보리츠키가 암살 시도를 공모한 것과 나보코프에게 총격을 가한것에 대해 14년형을 선고하였다. 하지만 1927년 봄에 사면받았다.

### 나치정권 하 활동
타보리츠키는 1936년 5월부터 나치가 창설한 "재독 러시아 난민 사무국"(독일어: Vertrauensstelle für russische Flüchtlinge in Deutschland)의 바실리 빅토로비치 비스쿱스키(Василий Викторович Бискупский)장군의 대리인이였다. 그의 직무에는 러시아 이주민에 대한 서류장을 유지하고, 이들의 정서를 정치적으로 모니터링하는 것이 포함되었다. 독소전쟁이 발발한 후, 러시아 이주민들 사이에서 독일 국방군 번역가 모집을 이끌었다. 이 활동은 게슈타포와 긴밀한 관계에서 수행되었다.
타보리츠키는 1931년부터 나치당원이었던 천문학자 카를 프리드리히 크노레(독일어: Karl Friedrich Knorre)의 손녀 엘리자베트 폰 크노레(독일어: Elisabeth von Knorre)와 1937년 4월 결혼했다. 괴벨스를 포함한 수많은 청원과 거절 끝에 1938년 독일 시민권을 취득하였고, 1942년에는 나치당에 가입하였다. 이는 1940년에 가입한 것으로 소급 적용되었다. 그는 어머니가 유대인이라는 것을 숨기고 독일계라 하였으며, 아버지로는 가상의 러시아 귀족 "블라디미르 바실리예비치 타보리츠키(Владимир Васильевич Таборицкий)를 만들어냈다. 귀족 출생인 척 하면서, 성씨에 독일 귀족임을 나타내는 "폰"(von)을 붙여 "폰 타보리츠키"(von Taboritzki)라는 이름을 사용하였다. 그는 형을 선고받았던 "유대 민주주의 지도자"와 "독일인 혐오자" 밀류코프에 대한 암살 시도는 새로운 조국에 대한 업적이라 주장하였고, 독일에 처음으로 시온 의정서를 알리고 유대인과 “좌파”에게 박해당한 것을 자랑스럽게 생각한다고 강조했다.
타보리츠키는 1939년에 러시아 청소년 국가 기구(러시아어: Национальная организация русской молодёжи, НОРМ)를 창설했다. 이 조직은 SS의 직접적인 통제를 받았으며, 종속되어 있던 히틀러 청소년단과 유사했다.
전쟁 말기 타보리츠키는 베를린에서 도피했고, 이후 림부르크안데어란에 살았다. 종종 브라질에서 출간되는 러시아 군주제 저널 블라디미르스키 베스트니크(러시아어: Владимирский вестник)에 지속적으로 게재하였다. 타보리츠키는 1980년 10월 16일 사망했다.

## 같이 보기
- 표트르 샤벨스키보르크